# 왕주 와일란
왕주 와일란(旺住外郞, 旺濟外蘭, ᠸᠠᠩᠵᡠ
ᠸᠠᡳ᠌ᠯᠠᠨ Wangju Wailan, ?-1552)은 해서여진(海西女眞) 하다(Hada, 哈達)의 수장이다. 명(明) 탑산좌위도독(塔山左衛都督) 커시너(Kesine, 克什納)의 차남이다. 중국 문헌에서는 왕충(王忠), 왕중(王中)으로 칭해졌다. 어려서 아버지 커시너가 족인에게 피살되면서 왕주 와일란은 부락을 거느리고 남하하여 개원(開原) 하다하(哈達河) 일대에 정주하였고, 그곳의 수령이 되었다. 그후 북관(北關) 즉 여허(Yehe, 葉赫)의 강자 탑로목위도독첨사(塔魯木衛都督僉事) 추쿵거(Cukungge, 褚孔格)를 살해하고 여진 여러 부락의 패자를 칭하였으며, 명의 총애를 받기도 했으나, 결국 전성기 때에 일어난 부하의 반란으로 사망하였다.

## 생애
왕주 와일란은 명 탑산좌위도독 커시너의 차남으로 태어났다. 가정(嘉靖) 초기, 탑산좌위에 잇달아 내란이 발생하였던 가운데 제2차 내란 중에 아버지 커시너와 큰형 처처무(徹徹木), 아들 왕구로(汪古羅)와 왕구루(汪古六) 등이 종숙조(從叔祖) 바다이(巴岱) 일명 바다이다르한(巴代達爾漢)에게 살해되었다. 당시 왕주 와일란은 출타 중이었기에 다행히 살아남았다. 이에 남은 부락민을 이끌고 송화강(松花江)을 따라 남쪽으로 이주하여 개원(開原) 정안보(靖安堡) 광순관(廣順關) 일명 남관(南關) 밖 하다하(哈達河) 일대에 정주하였다. 아울러 강 북안에 하다성(哈達城)을 쌓았으니, 역사에서는 이를 하다구성(哈達舊城)이라 한다. 이후 왕주 와일란은 점점 두각을 드러내었다. 가정 19년(1540) 왕주 와일란과 우윤주(兀允住)는 협력하여 첩렬산위(帖列山衛)의 바투랑중(把禿郎中)을 겁략하여 살해하고, 입공에 필요한 명의 칙서(敕書) 35도(道)를 훔쳐 달아났지만, 얼마 후 우윤주는 바타이(把太)에게 살해당하고 남겨진 칙서는 전부 왕주 와일란이 입수하였다. 이를 통해 왕주 와일란은 자격 없이 명에 사신을 보내어 입공하였으나, 명조정은 이를 적발하였으며 이에 왕주 와일란은 공시(贡市)에 참여하는 것이 금지되었다. 가정 22년(1543) 명조정의 정탐응 돕고자 여진 내부 정보와 타안위(朵顏衛)가 차하르(察哈爾) 몽골과 연합하여 명 북변을 침범하려 한다는 정보를 제공한 것의 대가로 도독첨사(都督佥事)에 제수되고 입공 자격이 회복되었다.
당시 여허의 전신이었던 명 소속 탑로목위도독첨사(塔魯木衛都督僉事) 추쿵거(Cukungge, 褚孔格)는 북관에서 패자를 칭하면서, 하다와는 매년 '칙서가 불공평하여 다툼(敕書不平爲爭)'을 벌였으며, 아울러 여러 차례 가하(加哈) 등과 연합하여 명을 침공하여 다른 위소(衛所)의 조공을 막았다. 명조는 곧바로 왕주 와일란에게 북관 토벌을 종용하였고, 왕주 와일란은 추쿵거를 잡아 죽이고 칙서를 빼앗았다. 명조 역시 왕주 와일란에게 책봉과 포상을 하였으며, 후에 가정 30년(1551) 도독(都督)으로 승진하였다. 아울러 해서위(海西衛) 등의 칙서 999도는 모두 왕주 와일란의 소유가 되었으며, 건주(建州)의 칙서 500도 역시 통제하였다. 이에 하다는 여진 부락들 가운데 최강자가 되었다. 문헌에는 최전성기 시절 '동이는 해서와 건주 182위(衛) 20소(所) 56참(站) 모두가 그의 통제를 받았다 ... 일시에 요동 변방을 열어도 명의 주민을 범하는 동이 한 명 없었으니, 모두 왕충의 힘 덕분이다(東夷自海西•建州一百八十二衛•二十所•五十六站, 皆聽其約束 …… 一時開遼東邊, 無一夷敢犯居民者, 皆忠之力也)'라고 칭하였다. 심지어 주변 몽골이나 멀리 있는 동해여진(東海女眞) 부락들도 왕주 와일란을 수령으로 삼았으며 매년 그에게 공부(貢賦)를 납부하였다. 그러나 가정 31년(1552), 부하의 반란으로 최전성기를 구가하던 왕주 와일란은 반란군에게 살해되었고, 아들 볼콘(博爾坤)은 자신이 어려 통치하기 어렵다는 것을 걱정하여 탑산 내란 당시 시버(Sibe, 錫伯) 부락 수이하성(Suiha hoton, 綏哈城)으로 도주한 왕주 와일란의 조카 왕타이(王台)를 불러 즉위시켰다. 왕타이는 반란을 평정한 후 왕주 와일란이 남긴 기반 위에 하다국(哈達國)을 세우고 완한(Wan han, 萬汗)을 칭하였다.

## 같이 보기
- 여진의 지도자 목록